# Мус-Хая
Мус-Хая (с якут. Муус Хайа — ледяная гора) — самая высокая вершина горного хребта Сунтар-Хаята в Якутии. Её высота составляет 2959 м над уровнем моря. Расположена около 485 км к югу от полярного круга. В 135 км на северо-восток от горы находится сельское поселение Оймякон — полюс холода. 

## Этимология
Название горы Мус-Хая имеет тюркское происхождение и восходит к двум якутским словам: Муус, мус — «лёд, ледяной» и Хая, Хайа — «гора, хребет, горы», то есть Мус-Хая — «ледяная гора».